# Tommie van der Leegte
Tommie van der Leegte (Enspijk, 27 marzo 1977) è un ex calciatore olandese, di ruolo centrocampista.

## Palmarès

### Club

#### Competizioni nazionali
- Campionato olandese: 1

PSV: 2007-2008
- Coppa dei Paesi Bassi: 2

PSV: 1995-1996
Twente: 2000-2001
- Supercoppa dei Paesi Bassi: 1

PSV: 1996